# Brjansk
Brjansk (rusko Брянск) je mesto v Rusiji, glavno mesto Brjanske oblasti. Leži na skrajnem zahodu Rusije, 379 kilometrov jugozahodno od Moskve. Leži v neposredni bližini tromeje med Rusijo, Belorusijo in Ukrajino.
1. ↑  Численность населения Российской Федерации по муниципальным образованиям на 1 января 2021 года